# Jimmy Shola Omotosho
Jimmy Shola Omotosho (* 25. September 1986) ist ein nigerianischer Fußballspieler.

## Karriere
Jimmy Shola Omotosho spielte 2016 für den Lamphun Warrior FC. Hier schoss er sieben Tore in der Regional League Division 2. Die Saison 2017 stand er im Kader von Sisaket United FC in Sisaket und danach bis zum Ende des Jahres 2020 in dem vom Chainat United FC. Über Einsätze bei seinen vorherigen Stationen ist jedoch nichts bekannt. Am 1. Januar 2021 unterschrieb er einen Vertrag beim Samut Sakhon FC. Der Verein aus Samut Sakhon spielte in der zweiten thailändischen Liga, der Thai League 2. Sein Zweitligadebüt für Samut gab er am 3. Februar 2020 im Heimspiel gegen den Kasetsart FC. Hier wurde er nach der Halbzeitpause für Jirasak Kumthaisong eingewechselt. Für Samut bestritt er fünf Zweitligaspiele. Nach der Saison wurde sein Vertrag nicht verlängert. Die Saison 2021/22 stand er beim Drittligisten Singha Golden Bells Kanchanaburi FC in Kanchanaburi unter Vertrag. Mit dem Verein spielte er fünfmal in der Western Region der Liga. Im Januar 2023 ging er in den Norden von Thailand, wo er in Sukhothai einen Vertrag beim Drittligaaufsteiger Kongkrailas United FC unterschrieb. Der Verein trat in der Northern Region der Liga an.